# 学校法人川崎学園
学校法人川崎学園（がっこうほうじんかわさきがくえん、英: Kawasaki Gakuen Corporation）は、岡山県倉敷市松島一帯に、川崎医科大学を中心に、附属病院、福祉系大学、医療系短期大学、附属高等学校等、病院及び学校群を有する学校法人。法人名の「川崎」は創立者の川﨑祐宣に拠るもので、神奈川県川崎市とは無関係である。

## 概要
1938年（昭和13年）に岡山県岡山市富田町で開設された外科昭和病院（翌1939年（昭和14年）に岡山県岡山市西中山下へ移転し外科川崎病院、1950年（昭和25年）に財団法人川崎病院、1971年（昭和46年）に川崎医科大学附属川崎病院、2016年（平成28年）に移転し川崎医科大学総合医療センターとなる。）を母体とする。

## 沿革
- 1970年（昭和45年）3月 学校法人川崎学園を創立。
- 1970年（昭和45年）4月 川崎医科大学が開学、川崎医科大学附属高校が開校。
- 1976年（昭和51年）4月 川崎医科大学大学院を設置。
- 2015年（平成27年）
  - 5月15日、倉敷市と医療・保健・福祉分野などで連携し、地域づくりを進めるための協定を締結[1]。
  - 7月24日、総社市と医療分野や学生の育成で連携していく協定を締結[2]。
  - 9月15日、備前市と包括連携協定を締結[3]。

## 学園施設

### 教育施設・医療施設
- 川崎医科大学
- 川崎医科大学附属高等学校
- 川崎医科大学附属病院
- 川崎医科大学総合医療センター
- 川崎医療福祉大学
- 川崎医療短期大学
- 専門学校 川崎リハビリテーション学院
- 幼保連携型認定こども園 かわさきこども園

### 関連施設
- 社会福祉法人 旭川荘
- 現代医学教育博物館

## 税制上の優遇措置

### 特定公益増進法人
- 本法人は、『私立学校法第3条に規定する学校法人で学校の設置若しくは学校及び専修学校若しくは各種学校の設置を主たる目的とするもの又は私立学校法第64条第4項の規定により設立された法人で専修学校若しくは各種学校の設置を主たる目的とするもの』として特定公益増進法人の交付を受けている法人である。そのため、寄附金の額に応じて個人・法人の所得から控除（個人は確定申告、法人は当該事業年度の損金算入による手続き）される税法上の優遇措置を受けられる。[4]

### 受配者指定寄附金
- 企業等の法人が日本私立学校振興・共済事業団を通じて指定する学校法人へ行う寄附制度。本制度を利用することで、寄附金を支出した事業年度に当該寄付金額を損金に算入することがでる税法上の優遇措置[5]を受けられる。

### 寄附講座寄附金
- 企業等の法人が寄附講座寄附金（提携/連携講座寄附金など）を開設した場合、法人税法により、寄付金を支出した事業年度に当該寄附金額を損金に算入し、税法上の優遇措置を受けられる。
- 個人が寄附講座寄附金（提携/連携講座寄附金など）を開設した場合、所得税法、住民税（地方税法）により、総所得金額から寄附金の額を控除することができ、税法上の優遇措置を受けられる。

### 現物寄附
- 租税特別措置法により、土地、建物、株などの有価証券等の現物寄附の「みなし譲渡所得（値上がり益等）」は非課税として控除される。[6][7]

### 遺贈
- 租税特別措置法により、遺贈を行った場合、相続税が非課税として控除される。[6][7]